# Deutschneudorf
Deutschneudorf – miejscowość i gmina w Niemczech, w kraju związkowym Saksonia, w okręgu administracyjnym Chemnitz, w powiecie Erzgebirgskreis, wchodzi w skład wspólnoty administracyjnej Seiffen/Erzgeb.

## Współpraca
Miejscowość partnerska:
- Beratzhausen, Bawaria